# あんみつ戦争
『あんみつ戦争』（あんみつせんそう、英題：THE ANMITSU WAR）は、2004年製作の新生璃人監督の日本大学芸術学部映画学科監督コース卒業制作映画。

## 賞歴
- 2003年度日本大学芸術学部卒業制作
  - 芸術学部長賞
- TBS DigiCon6
  - 奨励賞
- 西東京市民映画祭2004
  - 準グランプリ
- TSSショートムービーフェスティバル
  - 佳作（来場者アンケート1位）
- The Kodak Filmschool Competition
  - 日本代表
- 東京国際ファンタスティック映画祭2004/デジタルショートアワード600秒
  - 入選、新宿ミラノ座上映 ※再編集版『【600秒 ver.】』